# Elecciones legislativas de Ecuador de 1910
Las elecciones legislativas de Ecuador de 1910 se celebraron ese año para renovar a la Cámara de Diputados de Ecuador. 
Se eligieron 48 diputados, necesitando 40 votos para mayoría del Congreso en pleno junto a los 30 senadores electos en 1907. 
Acorde a la normativa de la época, los legisladores eran electos por nominación libre de los electores, sin auspicio partidista o limitaciones por provincia, por lo que en ocasiones un legislador era electo por varias provincias o para ambas cámaras. 

## Senadores
30 Senadores, 16 votos para mayoría de la Cámara del Senado.
| Provincia  | Senador                         |
| ---------- | ------------------------------- |
| Carchi     | Roberto Andrade Rodriguez       |
| Carchi     | Nicanor Arellano de Hierro      |
| Imbabura   | Abelardo Moncayo Jijón          |
| Imbabura   | Daniel Andrade Rodriguez        |
| Pichincha  | Carlos Freile Zaldumbide        |
| Pichincha  | Alejandro Reyes Villareal       |
| León       | Nicanor Arellano del Hierro     |
| León       | Justiniano W. Viteri Anda       |
| Tungurahua | Juan Benigno Vela Hervas        |
| Tungurahua | Jorge N. Sevilla Suarez         |
| Chimborazo | Genaro Larrea Vela              |
| Chimborazo | Daniel Zambrano                 |
| Bolívar    | José Mora Lopez                 |
| Bolívar    | Angel Celio Montenegro Araujo   |
| Cañar      | Belisario Heredia Rodas         |
| Cañar      | Agustin Peralta                 |
| Azuay      | Jose Mora Lopez                 |
| Azuay      | Aparicio Plaza Iglesias         |
| Loja       | Mateo Valdivieso                |
| Loja       | Luis F. Zapater Alvarez-Blanco  |
| El Oro     | Temistocles J. Arauz Rojas      |
| El Oro     | Jose Aristides Serrano Renda    |
| Guayas     | Francisco Xavier Urbina Jado    |
| Guayas     | Manuel Y. Aguirre               |
| Los Ríos   | Bartolome Huerta Gomez de Urrea |
| Los Ríos   | Vicente D. Benites              |
| Manabí     | Guillermo Lopez                 |
| Manabí     | Angel R. Hidalgo Herrera        |
| Esmeraldas | Luis Adriano Dillon Reyna       |
| Esmeraldas | Guillermo Enrique Weir          |

## Diputados
48 diputados, 25 votos para mayoría de la Cámara de Diputados.
| Provincia  | Diputado                          |
| ---------- | --------------------------------- |
| Carchi     | Nicolas F. Lopez                  |
| Carchi     | Francisco Andrade Marin           |
| Imbabura   | Jose Miguel Vasquez Moreno        |
| Imbabura   | Luis A. Peñaherrera Oña           |
| Pichincha  | Enrique Bustamante Lopez          |
| Pichincha  | Abelardo Montalvo Alvear          |
| Pichincha  | Gabriel Baca Miranda              |
| Pichincha  | Jose Vasconez de la Barrera       |
| Pichincha  | Pablo Isaac Navarro Larrea        |
| Pichincha  | Roberto Posso Espinosa            |
| León       | Rafael Cassola Ampudia            |
| León       | Antonio Rivas Gallo               |
| León       | Victor M. Jimenez                 |
| Tungurahua | Angel Modesto Borja Sanchez       |
| Tungurahua | Enrique Gallegos Anda             |
| Tungurahua | Jose Ignacio Holguin Iturralde    |
| Chimborazo | Ricardo Zambrano Coronel          |
| Chimborazo | Jose Maria Roman Freile           |
| Chimborazo | Julio C. Chiriboga Gonzalez       |
| Chimborazo | Julio Falconi Robalino            |
| Bolívar    | Alfredo Monge Vela                |
| Bolívar    | Leon Benigno Palacios Bustamante  |
| Cañar      | Julio Aguilar P.                  |
| Cañar      | Samuel Davila                     |
| Cañar      | Adolfo Ramirez                    |
| Azuay      | Januario Palacios Orellana        |
| Azuay      | Juan Jose Davila Espinosa         |
| Azuay      | Luis A. Loyola Garcia             |
| Azuay      | Angel T. Barrera Bustamante       |
| Azuay      | Antonio Marchan Chiriboga         |
| Loja       | Leon Benigno Palacios Bustamante  |
| Loja       | Agustin Muñoz                     |
| Loja       | Teofilo Sanchez                   |
| El Oro     | Guillermo Serrano Illingworth     |
| El Oro     | Francisco Aristides Serrano       |
| Guayas     | Pablo D. Teran Lascano            |
| Guayas     | Federico Coello Coello            |
| Guayas     | César Borja Febres-Cordero        |
| Guayas     | Dario Egas Sanchez                |
| Guayas     | Luciano Coral Morillo             |
| Guayas     | Manuel C. Gonzalez                |
| Los Ríos   | Primitivo Yela Montalván          |
| Manabí     | Juan C. Alvarez                   |
| Manabí     | Zenón Guillermo Balda             |
| Manabí     | Juan Chavez M.                    |
| Manabí     | Humberto San Lucas Robledo        |
| Manabí     | Andres Fernandez de Cordova Cobos |
| Esmeraldas | Pablo Concha Torres               |

Fuente: